# Polymerisation

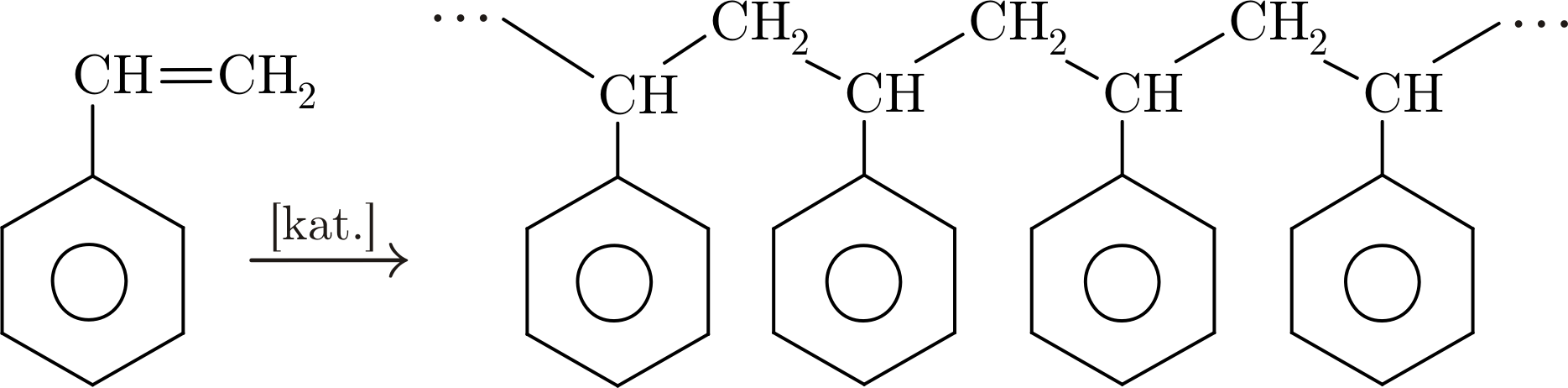
Ett exempel på alkenpolymerisation, där varje styrenmonomers dubbelbindning reformeras som en enkelbindning plus en bindning till en annan styrenmonomer. Produkten är polystyren.

Polymerisation är en kemisk reaktion där monomermolekyler sammanfogas till långa polymerkedjor eller tredimensionella nätverk. Den kan ske i många olika former och olika system finns för att kategorisera dem, i stegvis polymerisation eller i kedjevis polymerisation. Om polymerisationen sker i form av en kondensationsreaktion kallas den ofta polykondensation.
I kemiska föreningar kan polymerisation ske via en mängd olika reaktionsmekanismer som varierar i komplexitet på grund av de funktionella grupper som finns i reaktanterna och deras inneboende steriska effekter. I mer enkla polymerisationer bildar alkener polymerer genom relativt enkla radikalreaktioner. Däremot kräver reaktioner som innebär substitution vid en karbonylgrupp mer komplex syntes på grund av det sätt på vilket reaktanter polymeriserar. Alkaner kan också polymeriseras, men bara med hjälp av starka syror. 
Eftersom alkener kan polymerisera i något enkla radikala reaktioner, bildar de användbara föreningar som polyeten och polyvinylklorid (PVC), som produceras i stora mängder varje år på grund av deras användbarhet i tillverkningsprocesser av kommersiella produkter, till exempel som rörledningar, isolering och förpackningar. I allmänhet klassificeras polymerer som PVC som "homopolymerer", eftersom de består av upprepade långa kedjor eller strukturer av samma monomerenhet, medan polymerer som består av mer än en monomerenhet kallas sampolymerer.
Homopolymerer
{\displaystyle A+A+A+...\rightarrow AAAA...}
Sampolymerer
{\displaystyle A+B+A+B...\rightarrow ABAB...}
Andra monomerenheter, såsom formaldehydhydrater eller enkla aldehyder, kan polymerisera sig själva vid ganska låga temperaturer (ca -80 °C) för att bilda trimerer. De är molekyler som består av 3 monomerenheter, som kan cyklisera för att bilda ringcykliska strukturer, eller genomgå ytterligare reaktioner för att bilda tetramer, eller 4 monomer-enhetsföreningar. Sådana små polymerer kallas oligomerer. Generellt, eftersom formaldehyd är en exceptionellt reaktiv elektrofil tillåter den nukleofil tillsats av hemiacetalintermediärer, som i allmänhet är kortlivade och relativt instabila "mellanstadie"-föreningar som reagerar med andra icke-polära molekyler närvarande för att bilda mer stabila polymera föreningar.
Polymerisation som inte är tillräckligt modererad och fortskrider i snabb takt kan vara mycket farlig. Detta fenomen är känt som autoacceleration och kan orsaka bränder och explosioner.

## Stegtillväxt vs. kedjetillväxtpolymerisation
Stegtillväxt och kedjetillväxt är huvudklasserna av polymerisationsreaktionsmekanismer. Det förra är ofta lättare att implementera men kräver exakt kontroll av stökiometrin. Den senare ger på ett mer tillförlitligt sätt polymerer med hög molekylvikt, men gäller endast vissa monomerer.

### Stegtillväxt
I stegtillväxt (eller stegpolymerisation), kombineras par av reaktanter, av valfri längd, vid varje steg för att bilda en längre polymer molekyl. Den genomsnittliga molmassan ökar långsamt och långa kedjor bildas först sent i reaktionen.
Stegtillväxtpolymerer bildas genom oberoende reaktionssteg mellan funktionella grupper av monomerenheter, vanligtvis innehållande heteroatomer såsom kväve eller syre. De flesta stegtillväxtpolymerer klassificeras också som kondensationspolymerer, eftersom en liten molekyl som vatten går förlorad när polymerkedjan förlängs. Till exempel växer polyesterkedjor genom reaktion av alkohol- och karboxylsyragrupper för att bilda esterlänkar med förlust av vatten. Det finns dock undantag, till exempel polyuretaner är stegvis tillväxtpolymerer bildade av isocyanat och alkoholbifunktionella monomerer utan förlust av vatten eller andra flyktiga molekyler, och klassificeras som tillsatspolymerer snarare än kondensationspolymerer.
Stegtillväxtpolymerer ökar i molekylvikt med en mycket långsam hastighet vid lägre omvandlingar och når måttligt höga molekylvikter endast vid mycket hög omvandling (>95 procent). Polymerisation i fast tillstånd för att ge polyamider (till exempel nylon) är ett exempel på polymerisation med stegvis tillväxt.

### Kedjetillväxt
I kedjetillväxt (eller kedjepolymerisation) är det enda kedjeförlängningsreaktionssteget tillsats av en monomer till en växande kedja med ett aktivt centrum såsom en fri radikal, katjon eller anjon. När väl tillväxten av en kedja initieras genom bildandet av ett aktivt centrum, är kedjeförökningen vanligtvis snabb genom tillsats av en sekvens av monomerer. Långa kedjor bildas från början av reaktionen.
Andra former av kedjetillväxtpolymerisation såsom katjonisk tillsatspolymerisation och anjonisk tillsatspolymerisation. Ett specialfall av kedjetillväxtpolymerisation leder till levande polymerisation. Ziegler-Natta-polymerisation möjliggör avsevärd kontroll av polymerförgrening.

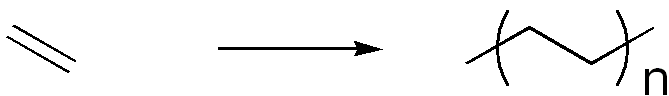
Polymerisation av eten

Olika metoder används för att manipulera initierings-, fortplantnings- och termineringshastigheterna under kedjepolymerisation. En relaterad fråga är temperaturkontroll, även kallad värmehantering, under dessa reaktioner, som ofta är mycket exoterma. Till exempel, för polymerisation av eten, frigörs 93,6 kJ energi per mol monomer.

### Fotopolymerisation
De flesta fotopolymerisationsreaktioner är kedjetillväxtpolymerisationer som initieras av absorption av synligt eller ultraviolett ljus. Ljuset kan absorberas antingen direkt av reaktantmonomeren (direkt fotopolymerisation), eller också av en fotosensibilisator som absorberar ljuset och sedan överför energi till monomeren. I allmänhet skiljer sig endast initieringssteget från det för den vanliga termiska polymerisationen av samma monomer. Efterföljande steg för spridning, avslutning och kedjeöverföring är oförändrade. I stegtillväxtfotopolymerisation, utlöser absorption av ljus en additions- (eller kondensations-) reaktion mellan två sammonomerer som inte reagerar utan ljus. En förökningscykel initieras inte eftersom varje tillväxtsteg kräver hjälp av ljus.
Multifotonpolymerisation med hjälp av enstaka pulser har också demonstrerats för tillverkning av komplexa strukturer med hjälp av en digital mikrospegelenhet.